# Roche-à-Bateau
Roche-à-Bateau (en criollo haitiano Wòchabato) es una comuna de Haití que está situada en el distrito de Las Laderas, del departamento de Sur.

## Secciones
Está formado por las secciones de:
- Beaulieu (que abarca la villa de Roche-à-Bateau)
- Renaudin
- Beauclos

## Demografía
| Gráfica de evolución demográfica de Roche-à-Bateau entre 2009 y 2015 |
|                                                                      |

Los datos demográficos contemplados en este gráfico de la comuna de Roche-à-Bateau son estimaciones que se han cogido de 2009 a 2015 de la página del Instituto Haitiano de Estadística e Informática (IHSI). 